# Liste der denkmalgeschützten Objekte in Veličná
Die Liste der denkmalgeschützten Objekte in Sedliacka Dubová enthält die elf nach slowakischen Denkmalschutzvorschriften geschützten Objekte in der Gemeinde Veličná im Okres Dolný Kubín.

## Denkmäler
| Foto |                 | Denkmal / č. ÚZPF                                               | Standort / Konskr. Nr.                         | Offizielle Beschreibung                    | Beschreibung                                   | Metadaten                                                                        |
| ---- | --------------- | --------------------------------------------------------------- | ---------------------------------------------- | ------------------------------------------ | ---------------------------------------------- | -------------------------------------------------------------------------------- |
| BW   | Datei hochladen | Landsitz(sk) ObjektID: 503-3104/0                               | 266 Standort KG: Revišné Konskr.Nr.: 266       | Zemianska kúria                            | Villa Zemianska                                | č. NKP: 503-3104/0 Stand des NKP: 2012-02-08 Name: KÚRIA                         |
|      | Datei hochladen | Höhensiedlung(sk) ObjektID: 503-303/1                           | KG: Veličná Konskr.Nr.:                        | neskúmané;Skalice                          | nicht untersucht, Skalice                      | č. NKP: 503-303/1 Stand des NKP: 2012-02-08 Name: SÍDLISKO VÝŠINNÉ               |
| BW   | Datei hochladen | Kreuz mit dem Korpus auf einem Podest(sk) ObjektID: 503-11942/0 | Standort KG: Veličná Konskr.Nr.:               | Ukrižovaný Kristus - socha Krista na kríži | Kreuz mit dem Korpus auf einem Podest          | č. NKP: 503-11942/0 Stand des NKP: 2014-02-28 Name: KRÍŽ S KORPUSOM NA PODSTAVCI |
| BW   | Datei hochladen | Schloss(sk) ObjektID: 503-257/0                                 | 1 Standort KG: Veličná Konskr.Nr.: 1           | Kompossesorátny kaštieľ                    | Herrenhaus Kompossesorátny                     | č. NKP: 503-257/0 Stand des NKP: 2012-02-08 Name: KAŠTIEĽ                        |
| ja   | Datei hochladen | Kirche(sk) ObjektID: 503-255/0                                  | 80 Standort KG: Veličná Konskr.Nr.: 80         | r.k.sv.Michala                             | römisch-katholische Kirche St. Michael         | č. NKP: 503-255/0 Stand des NKP: 2012-02-08 Name: KOSTOL                         |
| BW   | Datei hochladen | Gedenkpfarrei(sk) ObjektID: 503-289/1                           | 108 Standort KG: Veličná Konskr.Nr.: 108       | Bohúň P.M.;Rodný dom P.M.Bohúňa            | für Peter Michal Bohúň, Geburtshaus            | č. NKP: 503-289/1 Stand des NKP: 2012-02-08 Name: FARA PAMÄTNÁ                   |
| BW   | Datei hochladen | Gedenktafel(sk) ObjektID: 503-289/2                             | 108 Standort KG: Veličná Konskr.Nr.: 108       | Bohúň P.M.;1822-1872,výtvarník             | an den hier geborenen Maler Peter Michal Bohúň | č. NKP: 503-289/2 Stand des NKP: 2012-02-08 Name: TABUĽA PAMÄTNÁ                 |
| ja   | Datei hochladen | Kirche(sk) ObjektID: 503-256/0                                  | 166 Standort KG: Veličná Konskr.Nr.: 166       | ev.a.v.tolerančný                          | evangelische Kirche                            | č. NKP: 503-256/0 Stand des NKP: 2012-02-08 Name: KOSTOL                         |
| BW   | Datei hochladen | Bezirkshaus(sk) ObjektID: 503-258/0                             | 183 Standort KG: Veličná Konskr.Nr.: 183       | solitér;Stoličný dom,obecný dom            | Gemeinschaftshaus                              | č. NKP: 503-258/0 Stand des NKP: 2012-02-08 Name: DOM ŽUPNÝ                      |
| BW   | Datei hochladen | Gebäude in regionaltypischem Baustil(sk) ObjektID: 503-11461/0  | Rínok 167 Standort KG: Veličná Konskr.Nr.: 167 | zrubový;stará fara,Lacov dom s pecami      | das alte Pfarrhaus, Haus Lacova                | č. NKP: 503-11461/0 Stand des NKP: 2012-02-08 Name: DOM ĽUDOVÝ                   |
| BW   | Datei hochladen | Gebäude in regionaltypischem Baustil(sk) ObjektID: 503-1599/0   | Rynok 11 Standort KG: Veličná Konskr.Nr.: 11   | zrubový                                    | rustikal                                       | č. NKP: 503-1599/0 Stand des NKP: 2012-02-08 Name: DOM ĽUDOVÝ                    |
| BW   | Datei hochladen | Gebäude in regionaltypischem Baustil(sk) ObjektID: 503-1600/0   | Rynok 14 Standort KG: Veličná Konskr.Nr.: 14   | zrubový                                    | rustikal                                       | č. NKP: 503-1600/0 Stand des NKP: 2012-02-08 Name: DOM ĽUDOVÝ                    |

## Legende
Die Tabelle enthält im Einzelnen folgende Informationen:
| Foto:                    | Fotografie des Denkmals. |
| Denkmal / č. ÚZPF:       | Die Übersetzung der Bezeichnung des Denkmals, wie sie vom Slowakischen Denkmalamt (Pamiatkový úrad Slovenskej republiky) verwendet wird. Die Originalbezeichnung ist unter dem Fragezeichen angegeben. Fehlt die Übersetzung, so wird die Originalbezeichnung direkt angezeigt. Weiters ist die Objekt-Identifikationsnummer (Objekt ID) angeführt. Sie ist die offizielle, in der Slowakei eindeutige Nummer č. ÚZPF inklusive der zugehörigen Zählnummer, wie sie in den Daten des Denkmalamtes angegeben wird. Da diese nur innerhalb eines Landkreises gezählt wird, ist dessen Nummer der Denkmalnummer vorangestellt. |
| Standort:                | Wenn in der Liste vorhanden, ist die Adresse angegeben. In Klammern kann sich noch eine zusätzliche Adresse befinden, wenn es beispielsweise ein Eckhaus ist. Bei freistehenden Objekten ohne Adresse (zum Beispiel bei Bildstöcken) ist eine Adresse angegeben, die in der Nähe des Objekts liegt. Durch Aufruf des Links Standort wird die Lage des Denkmals in verschiedenen Kartenprojekten angezeigt. Darunter sind die Katastralgemeinde (KG) und, wenn vorhanden, die Konskriptionsnummer (Konskr. Nr.) angegeben.                                                                                                   |
| Offizielle Beschreibung: | Es ist die Kurzbeschreibung auf Slowakisch, wie sie in den offiziellen Listen angegeben ist, eingetragen. |
| Beschreibung:            | Kurze Angaben zum Denkmal auf Deutsch. |
| Metadaten:               | Zusätzlich werden, wenn in den persönlichen Einstellungen das Helferlein Dauerhaftes Einblenden von Metadaten aktiviert ist, ebensolche angezeigt. |

- Karte mit allen Koordinaten:
- OSM |
- WikiMap